# شهرستان چینخه (هبئی)
شهرستان چینخه (به انگلیسی: Qinghe County) یک شهرستان در چین است که در شینگتای واقع شده‌است.